# Устье (Духовщинский район)
Устье — деревня в Духовщинском районе Смоленской области России. Входит в состав Добринского сельского поселения. По состоянию на 2007 год постоянного населения не имеет. 
Расположена в северной части области в 52 км к северу от Духовщины, в 11 км севернее автодороги Р136 Смоленск — Нелидово. В 52 км восточнее деревни расположена железнодорожная станция Никитинка на линии Дурово — Владимирский Тупик. 

## История
В годы Великой Отечественной войны деревня была оккупирована гитлеровскими войсками в июле 1941 года, освобождена в сентябре 1943 года.